# 内吉梅丁·埃尔巴坎
内吉梅丁·埃尔巴坎（土耳其語：Necmettin Erbakan，1926年10月29日—2011年2月27日）是土耳其政治人物、工程师和学术界人士。他曾在1996至1997年间担任土耳其总理。他在军队的压力下放弃总理的职位，后来被宪法法院裁决违反宪法中政教分离的原则而被禁止从政。
埃尔巴坎的政治理念和运动实践提倡在土耳其加强伊斯兰教的价值观，脱离西方社会负面的世俗影响，并加强和其他伊斯兰国家的紧密联系。埃尔巴坎的政见与土耳其世俗化的核心原则相冲突，从而导致他辞去总理的职务。基于他的这种理念，埃尔巴坎曾在1960年代至2010年代间创立并领导了一系列有影响的伊斯兰政党。